# アッティラ・イルハン
アッティラ・イルハン（Attila İlhan、1925年6月10日 - 2005年10月11日）はトルコの詩人、小説家、随筆家、ジャーナリスト、評論家。